# بركة العمية
بركة العمية أو بركة عمياء(1) هي بركة في طريق الحج الكوفي في درب زبيدة، في ناحية الشبكة في قضاء النجف في محافظة النجف بالبادية العراقية جنوب غرب العراق.
قبلها شمالاً بركة الطلحات وبعدها جنوباً بركة أبو مسك.
| الموقع       | البعد كيلومتراً |
| بركة مسيجد   | 111            |
| بركة الطلحات | 124            |
| بركة العمية  | 136            |
| بركة أبو مسك | 151            |

## الهوامش
- «1»: بركة العمية اسم لبركتين إحداهما بين بركة الطلحات والشبكة بالعراق، والأخرى بين بركة الظفيري وبركة الهيثم بالسعودية ، ذُكرت بركة العمية العراقية في المصادر العراقية ، كما ذكرها الويس موسيل وبربارا فنستر، وذُكرت بركة السميعة في نفس موقع بركة العمية أو قريباً منه في مصادر درب زبيدة،[2] وفي خارطة جوجل وُضع موقع (خزان ماء العمية)  في هذا الموقع [30.85723644663107, 43.79609947528715] ووضعت مجاورة له بركة السميعة في هذا الموقع [30.85681076077509, 43.79749665846637]، وذكر الباحث الآثاري عبد الستار العزاوي بركة العمية الأولى والثانية متتابعتين .